# 田村宗大
田村 宗大（たむら しゅうた）は、日本の編集技師、映像編集者。

## 人物・来歴
1996年生まれ、秋田県出身。
城西国際大学を卒業後、田口拓也に師事。
2020年に編集技師としてデビュー。

## 作品

### 映画
- 『マスカレード・ナイト』（2021年）[2]
- 『緊急事態宣言の夜明け』（2022年）[3]
- 『いてもたっても。』（2022年）
- 『散歩時間〜その日を待ちながら〜』（2022年）※劇中映像編集
- 『NOT BEER』（2023年）[4]
- 『ストールンプリンセス:キーウの王女とルスラン』（2023年）※予告編編集
- 『戦時下のひまわり』（2023年）
- 『EXS』（2024年）
- 『あの灯に帰ろう』（2024年）
- 『新米記者トロッ子 私がやらねば誰がやる!』（2024年）
- 『特別先行劇場版 神様のサイコロ』（2024年）
- 『49日の真実』（2025年）
- 『お嬢と番犬くん』（2025年）
- 『山田くんとLv999の恋をする』（2025年）

### ドラマ
- 『今夜、バベルの地下一階で。』（2020年・Hulu）
- 『知ってるシノハラ』（2021年・FOD）
- 『NICE CONTROL!』（2022年・TELASA）
- 『昼上がりのオンナたち～ワタシの選択～』（2022年・フジテレビ）
- 『永遠の昨日』（2022年・MBS）
- 『ジャックフロスト』（2023年・MBS）
- 『マクラコトバ』（2023年・CBC）
- 『墜落JKと廃人教師』（2023年・MBS）
- 『永遠の昨日 完全版』（2023年・MBS）
- 『君が好き.mp4』（2023年・ABEMA）
- 『体感予報』（2023年・MBS）
- 『●●ちゃん』（2023年・ABC）
- 『#居酒屋新幹線2』（2024年・MBS/TBS）
- 『マイストロベリーフィルム』（2024年・MBS）
- 『ナナシ-第七特別死因処理課-』（2024年・DMM TV）
- 乃木坂46『私たちのガールズルール』（2024年・YouTube）
- 日向坂46『#イメチェンした彼女が可愛すぎた！？』（2024年・YouTube）
- 櫻坂46『知らない世界の始まり』（2024年・YouTube）
- 『彼のいる生活』（2024年・TOKYO MX/ABEMA）
- 『警視庁・捜査一課長 スペシャル』（2024年・テレビ朝日）
- 『プロ彼女の条件 芸能人と結婚したい女たち』（2024年・BUMP）
- 『墜落JKと廃人教師 Lesson2』（2024年・MBS/TBS）
- 『彩香ちゃんは弘子先輩に恋してる』（2024年・毎日放送|MBS）
- 『神様のサイコロ』（2024年・BS日テレ）
- 『ふったらどしゃぶり』（2025年・MBS）
- 『わたしの好きな人は、』（2025年・BUMP/テレビ宮崎）
- 『やぶさかではございません』（2025年・テレビ東京）
- 『MADDER その事件、ワタシが犯人です』（2025年・カンテレ/フジテレビ）
- 『あやしいパートナー』（2025年・MBS/TBS）
- 『世界で一番早い春』（2025年・MBS）

### MV
- 乃木坂46『ここにはないもの』（2022年）
- NEW POLARIS『幕明け』（2023年）
- NEW POLARIS『夏風、僕等乗せて【日本航空高校 男子バスケットボール部】』（2023年）
- ano『愛してる、なんてね。』（2024年）
- ano『愛してる、なんてね。』Unplugged Short Movie（2024年）
- 中島みゆき『悪女』（2025年）
- わんちゃんわんわんねこにゃんにゃん『明けない夜』（2025年）※ドラマMV
- 乃紫『1000日間』（2025年）

### PV
- 乃木坂46 佐藤楓 個人PV『わたしのわたし』（2018年）
- 乃木坂46 大園桃子 個人PV『あねおとうと』（2018年）

### CM
- OAKLEY『AUTHENTIC PRESCRIPTION』（2022年）
- SCRAP『スヌーピーと不思議な絵』（2022年）
- SCRAP『ひみつのグルメBOX』（2022年）

### バラエティ
- 『逃走中 ～大みそかSP お台場大決戦！～』（2022年・フジテレビ）※ドラマパート